# Roque Rafael Diniz Molarinho
Roque Rafael Diniz Molarinho (* 10. April 1998 in Rio de Janeiro), auch unter Rafael Diniz bekannt, ist ein brasilianischer Fußballspieler. 

## Karriere
Roque Rafael Diniz Molarinho erlernte das Fußballspielen in den Jugendmannschaften von SE e Cultural Flamengo und dem Madureira EC. Von 2015 bis 2017 stand er beim Nova Iguaçu FC in Nova Iguaçu unter Vertrag. 2018 ging er nach Asien. Hier unterschrieb er in Thailand einen Vertrag beim Chiangrai City FC. Der Verein aus Chiangrai spielte in der dritten thailändischen Liga, der Thai League 3. Hier trat der Klub in der Upper Region an. 2020 wechselte er nach Ayutthaya zum Ligakonkurrenten Ayutthaya FC. Für Ayutthaya absolvierte er neun Drittligaspiele und schoss dabei ein Tor. Am 1. Januar 2021 unterschrieb er einen Vertrag beim Zweitligisten Ranong United FC. Sein Zweitligadebüt für den Verein aus Ranong gab er am 6. Februar 2021 im Heimspiel gegen den Nakhon Pathom United FC. Hier stand er in der Startelf und wurde nach der Halbzeitpause gegen Kittiwut Bouloy ausgewechselt. Das Spiel gewann Nakhon Pathom mit 1:0. Für Ranong bestritt er 15 Zweitligaspiele. Im Juni 2021 wurde sein Vertrag nicht verlängert.